# Aeroporto Internacional de Sarajevo
O Aeroporto Internacional de Sarajevo (IATA: SJJ, ICAO: LQSA) é um aeroporto internacional na cidade de Butmir, que serve principalmente a cidade de Sarajevo, capital da Bósnia e Herzegovina,